# Manuel Vicent
Manuel Vicent Recatalá (Villavieja, Castellón, 10 de marzo de 1936) es un escritor y articulista español.